# Angelino (casa motociclistica)
La Angelino, anche detta Super-Moto, dalla denominazione dell'unico modello prodotto, è stata una casa motociclistica italiana, attiva dal 1925 al 1927.
Fondata a Mornago, in frazione Crugnola, dal tecnico Luigi Angelino, ebbe vita breve, ma realizzò un interessante modello di motoscooter a ruote alte con soluzioni fortemente innovative per l'epoca.
La Angelino Super-Moto fu presentata al Salone di Milano del 1925 come un veicolo comodo e protettivo, al pari di "un'auto su 2 ruote". In effetti poteva vantare una struttura tubolare a culla aperta in alto con il gruppo motore-trasmissione protetto, risultando adatto anche all'utenza femminile o ecclesiastica.
Era dotata di un propulsore a quattro tempi monocilindrico orizzontale, a valvole laterali, con raffreddamento forzato ad aria e cambio a 3 marce azionabile a mano, mediante leva posta immediatamente sotto l'insolito cruscotto, comprendente una ricca strumentazione.
L'ampio scudo protettivo anteriore, proseguiva longitudinalmente ai lati del telaio, formando comode pedane d'appoggio. L'avantreno, direzionalmente comandato da un manubrio di foggia ciclistica, supportava un moderno fanale elettrico e poteva contare su freno a cerchietto e forcella a trapezio con ammortizzatore centrale.
La "Super-Moto" non ebbe successo, forse a causa dell'elevato costo di produzione, e fu realizzata in pochi esemplari, nessuno dei quali risulta essere giunto fino ai nostri giorni.